# Калиновський Анатолій Васильович
Анатолій Васильович Калиновський (псевдоніми — Анатоль Галан, А. Чечко, Іван Евентуальний, Колібрі, Кость Галан, Василь Орлик; нар. 09 серпня 1901 — пом. 3 жовтня 1987) — український письменник, редактор, поет-сатирик, член УРДП та ОУП «Слово».

## Біографія
Анатолій Калиновський народився 09 серпня 1901 року в родині священика в селі Землянка Глухівського повіту Чернігівської губернії (нині Глухівського району Сумської області). Середню освіту він здобув у Новгород-Сіверській духовній семінарії.
В 1920-х роках працював у Вістях ВУЦВК, учителем
у середній школі, був членом літературної організації «Забой». 
Заочно закінчив Ніжинський педагогічний інститут (1929).
З 1933 р. перестав друкуватися. У повоєнний час емігрував, перебував у Зальцбурзі (Австрія). Потім переїхав до Аргентини (1949), пізніше до США (1956). Співпрацював із редакціями журналів
„Мітла”, „Пороги” в Буенос-Айресі, з газетою „Прометей” у Нью-Йорку. 
Помер 3 жовтня 1987 року в місті Рочестер, штат Нью-Йорк, похований там же.

## Творчий доробок
Автор збірок оповідань і новел «Чарівна дружина» [Архівовано 21 квітня 2021 у Wayback Machine.] (1947), «Пахощі» [Архівовано 21 квітня 2021 у Wayback Machine.] (1950), «Поразка маршала» (1956), «Невигадане» [Архівовано 21 квітня 2021 у Wayback Machine.] (1967), «Розмова з минулим» [Архівовано 21 квітня 2021 у Wayback Machine.] (1971), «Життя» (1976), «Танець на линві» (1980), «З минулих днів» (1989); віршованої повісті «Хам» (1970); збірок сатиричних творів «Проти шерсти» (1962), «Сатири» (1971); збірки мініатюр «Міркування серйозні, не дуже серйозні і так собі» [Архівовано 21 квітня 2021 у Wayback Machine.] (1971), гуморесок «Про все потроху» (1978); драми «Володар — страх» (1955); спогадів «Будні совєтського журналіста» (1956), «Записки слідчого» [Архівовано 21 квітня 2021 у Wayback Machine.] (1964) та інших творів.
Окремі видання:
- Галан Анатоль. Чарівна дружина: Новелі [Архівовано 21 квітня 2021 у Wayback Machine.].— Буенос-Айрес: Вид-во Ю. Середяка, 1947. — 142 с.
- Галан Анатоль. Будні совєтського журналіста [Архівовано 21 квітня 2021 у Wayback Machine.]. — Буенос-Айрес: Перемога, 1956. — 208 с.
- Галан Анатоль. Володар страх: Драма на 4 дії. — Буенос-Айрес: Перемога, 1955. — 42 с.
- Галан Анатоль. Життя: Оповідання [Архівовано 21 квітня 2021 у Wayback Machine.]. — Буенос-Айрес: Вид-во Ю. Середяка, 1976. — 196 с.
- Галан Анатоль. З минулих днів: Оповідання [Архівовано 21 квітня 2021 у Wayback Machine.]. — Буенос-Айрес, 1989. — 157 с.
- Галан А. Між двома смертями. Повість [Архівовано 21 квітня 2021 у Wayback Machine.]. — Нью-Йорк: Наша Батьківщина, 1966. — 144 с.
- Галан А. Невигадане. Оповідання [Архівовано 21 квітня 2021 у Wayback Machine.]. — Буенос-Айрес: Вид-во Ю. Середяка, 1967. — 319 с.
- Галан Анатоль. Пахощі [Архівовано 21 квітня 2021 у Wayback Machine.]. — Буенос-Айрес: Вид-во М. Денисюка, 1951. — 128 с.
- Галан Анатоль. Поразка маршала: Оповідання [Архівовано 21 квітня 2021 у Wayback Machine.]. — Буенос-Айрес: Перемога, 1955. — 175 с.
- Галан Анатоль. Пригоди Рубенса [Архівовано 30 листопада 2021 у Wayback Machine.]: Повість. — Вінніпег: Тризуб, 1968. — 118 с.
- Галан Анатоль. Про радість і біль. — Філадельфія: Власна Хата, 1970. — 92 с.
- Галан Анатоль. Розмова з минулим: Оповідання [Архівовано 21 квітня 2021 у Wayback Machine.]. — Буенос-Айрес: Вид-во Ю. Середяка, 1971. — 196 с.
- Галан Анатоль. Танець на линві: Оповідання [Архівовано 21 квітня 2021 у Wayback Machine.]. — Буенос-Айрес: Вид-во Ю. Середяка, 1980. −225 с.
- Галан Анатоль. Хам: Віршована повість [Архівовано 21 квітня 2021 у Wayback Machine.]. — Буенос-Айрес: Вид-во Ю. Середяка, 1970. — 109 с.
- Евентуальний Іван. Мої знайомі: Сатири. — Ляндек, Австрія: Табір Ді-Пі, 1948. — 40 с.
- Евентуальний Іван. Про все потроху. Гумор і сатира [Архівовано 21 квітня 2021 у Wayback Machine.]. — Буенос-Айрес: Вид-во Ю. Середяка, 1978. — 103 с.
- Евентуальний Іван. Проти шерсти: Сатира, гуморески, пародії [Архівовано 21 квітня 2021 у Wayback Machine.]. — Буенос-Айрес: Вид-во Ю. Середяка, 1962. — 208 с.
- Евентуальний Іван. Сатири [Архівовано 21 квітня 2021 у Wayback Machine.]. — Торонто, 1971. — 220 с.
- Чечко Андрій. Записки слідчого [Архівовано 21 квітня 2021 у Wayback Machine.]. — Торонто: Ми і Світ, 1964. — 128 с.
- Калиновський А. Мечем по вузлах / А. Калиновський. — Харків : Літ. і мистецтво, 1931. — 59 с. [Архівовано 8 серпня 2020 у Wayback Machine.]
- Галан Анатоль. Корабель без керма. [Архівовано 21 квітня 2021 у Wayback Machine.] — Буенос-Айрес: Вид-во Ю. Середяка, 1983. — 245 с.